# Asociación de Músicos Proletarios de Rusia
La Asociación de Músicos Proletarios de Rusia (en ruso: Российская Ассоциация Пролетарских Музыкантов, РАПМ) era una asociación musical de la URSS fundada en 1923 un año antes de la muerte de Lenin y el acceso al poder de Stalin. 
Para esta organanización, la música tenía la función de educar al proletariado y debía por tanto ser sencilla. La asociación se relacionaba con la Asociación para la Música Contemporánea. Ambas se abolieron por el Decreto del Politburó del PCUS Acerca de la Reforma de las organizaciones literarias y las ártísticas del 23 de abril de 1932. Tanto la Asociación de Músicos Proletarios de Rusia como la Asociación para la Música Contemporánea fueron reemplazadas por la Unión de Compositores Soviéticos.